# Dinsmoor Glacier
Dinsmoor Glacier är en glaciär i Antarktis. Den ligger i Västantarktis. Argentina, Chile och Storbritannien gör anspråk på området. Dinsmoor Glacier ligger 533 meter över havet.
Terrängen runt Dinsmoor Glacier är bergig åt nordväst, men åt sydost är den kuperad. Trakten är obefolkad. Det finns inga samhällen i närheten.